# Département de Chiquimula
Le département de Chiquimula est un département du Guatemala situé dans le sud-est du pays.

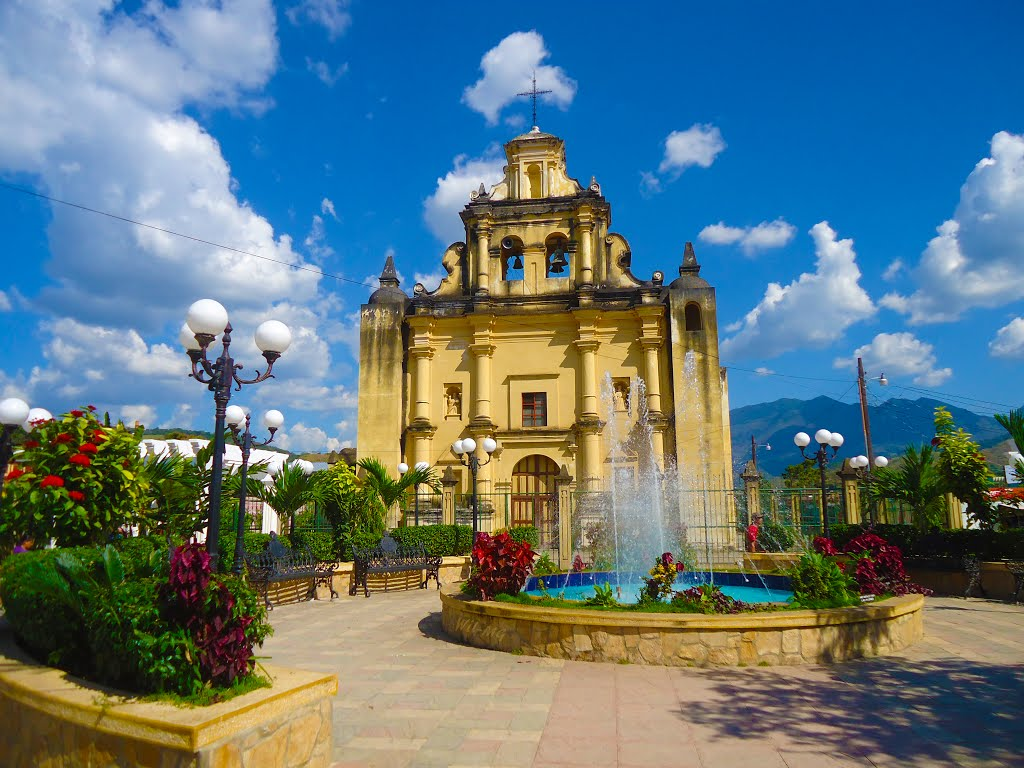
Le parc central et l'église catholique de Jocotán

## Municipalités
1. Camotán
2. Chiquimula
3. Concepción Las Minas
4. Esquipulas
5. Ipala
6. Jocotán
7. Olopa
8. Quezaltepeque
9. San Jacinto
10. San José La Arada
11. San Juan Ermita